# Mycetophila karthalae
Mycetophila karthalae är en tvåvingeart som beskrevs av Loïc Matile 1979. Mycetophila karthalae ingår i släktet Mycetophila och familjen svampmyggor. Inga underarter finns listade i Catalogue of Life.